# Деверс (Тексас)
Деверс (енгл. Devers) град је у америчкој савезној држави Тексас. По попису становништва из 2010. у њему је живело 447 становника.

## Демографија
Према попису становништва из 2010. у граду је живело 447 становника, што је 31 (7,5%) становника више него 2000. године.
| Група             | 2000.       | 2010.       |
| Белци             | 267 (64,2%) | 303 (67,8%) |
| Афроамериканци    | 62 (14,9%)  | 35 (7,8%)   |
| Азијати           | 0 (0,0%)    | 0 (0,0%)    |
| Хиспаноамериканци | 85 (20,4%)  | 102 (22,8%) |
| Укупно            | 416         | 447         |